# The Paleface
The Paleface (Rostro pálido) es una película dirigida por Norman Z. McLeod en 1948, y protagonizada por Bob Hope en el rol de "Painless Potter" y Jane Russell como Calamity Jane. 
La película incluye la famosa canción Buttons and Bows (Botones y moños) —composición de Jay Livingston, letra de Ray Evans y cantada en la película por Bob Hope— que ganó el premio Óscar a la mejor canción original de dicho año.

## Argumento
Painless Potter es un dentista de dudosa competencia o profesionalidad. Por otra parte, Calamity se ha quedado viuda, y debe ocultar su verdadera identidad, por lo que decide casarse con Potter.